# Game Boy Color
Game Boy Color（简称GBC）是由任天堂开发的一款由电池驱动的彩色屏幕掌上游戏机，是Game Boy的加强版，於1998年10月21日在日本發行。其相对於原版Game Boy的最大特点是彩色屏幕的使用。
在日本市场，Game Boy Color的主要竞争对手是16位灰色掌机Neo Geo Pocket和WonderSwan。不过在销售方面，Game Boy Color的销量远远超过竞争者。对此，SNK和万代分别推出了Neo Geo Pocket Color和WonderSwan Color，但是这两款游戏机的发售对于任天堂的主导地位几乎没有影响。
在北美市场，当1997年世嘉结束支持Game Gear时，Game Boy Color的主要竞争者就是Game Boy，此局面持续到1999年8月Neo Geo Pocket Color的出现。

## 規格
- 處理器: 夏普 LR35902 (基於 Zilog Z80)，時脈為4.194304Mhz或8.388Mhz (雙處理器模式)
- 解析度: 160 x 144 像素 (與 Game Boy 相同)
- 可顯示色彩數: 32,768 (15位元)
- 最大同螢幕顯示色彩數: 56色
- 音效: 單聲道喇叭、3.5mm立體聲插座（音效處理晶片具備四個頻道：兩個方型波，一個任意波，一個雜波）
- ROM: 8 MB
- RAM: 32 KB
- 顯示記憶體: 16 KB
- 電源:2個三號乾電池，約能使用30小時，或3伏特變壓器。
- 尺寸:75 mm x 27 mm x 133 mm

## 游戏
由于Game Boy Color对Game Boy游戏的向下兼容，在发行之初，Game Boy Color就具有龐大的游戏库。在其超过四年的生命周期里，拥有576款Game Boy Color游戏。其中大多数游戏是Game Boy Color独占，大约30%的游戏能够向下兼容Game Boy。

## 销售
Game Boy Color与Game Boy都获得了商业成功。整個Game Boy衍生系列在日本售出3247万台，在北美售出4406万台，在其他地区售出4216万台。